# امپاگلیفلوزین
امپاگلیفلوزین ، که با نام تجاری گلوریپا در دو دوز 10 و 25 میلی گرم در بازار دارویی ایران در دسترس است. این دارو همراه با رژیم غذایی مناسب و فعالیت مناسب برای درمان دیابت نوع 2 استفاده می شود . این دارو جایگزین مناسبی برای متفورمین است و مزایایی نیز نسبت به سولفونیل اوره دارد .  البته ممکن است همراه با داروهای دیگر مانند متفورمین یا انسولین نیز استفاده شود . این دارو برای دیابت نوع 1 توصیه نمی شود. شکل موجود در بازار آن به حالت قرص های خوراکی می باشد. با توجه به شواهد آزمایشی اخیر ،  انتظار می رود به زودی مجوز استفاده از آن برای بیماران مبتلا به نارسایی قلبی ، صرف نظر از وضعیت دیابت دریافت شود.
عوارض جانبی شایع این دارو شامل عفونت های مجاری ادراری ، عفونت های قارچی کشاله ران و دردهای مفصلی است. عوارض جانبی نادر اما جدی تر شامل عفونت پوستی کشاله ران به نام گانگرن Fournier و نوعی کتواسیدوز دیابتی با سطح طبیعی قند خون است. استفاده از این دارو در دوران بارداری و شیردهی توصیه نمی شود.  استفاده از این دارو در افرادی که بیماری کلیوی قابل توجهی دارند توصیه نمی شود، زیرا ممکن است باعث پیشرفت مشکلات خفیف کلیه شود. امپاگلیفلوزین یک مهارکننده گلوکز سدیم 2 (SGLT-2) است و با افزایش دفع گلوکز از طریق ادرار باعث کنترل قند خون می شود.
Empagliflozin در سال 2014 برای استفاده پزشکی در ایالات متحده و اتحادیه اروپا تأیید شد. در سال 2017 ، این دارو با بیش از دو میلیون نسخه ، 228مین داروی رایج در ایالات متحده بود.

## مصارف پزشکی

### دیابت نوع 2
امپاگلیفلوزین همراه با رژیم غذایی مناسب و ورزش برای کمک به افراد مبتلا به دیابت نوع 2 مورد استفاده قرار می گیرد. این دارو در کنار دارو های دیگری مانند  متفورمین ، سولفونیل اوره و انسولین برای درمان دیابت نوع 2 استفاده شود. در مقایسه با دارونما ، امپاگلیفلوزین منجر به کاهش 0.7 درصدی هموگلوبین A1c شد که نشانگر بلند مدت سطح گلوکز خون است می شود.

#### وزن و فشار خون
امپاگلیفلوزین همچنین تاثیر کاهشی بر روی فشار خون و وزن بدن نیز دارد. این اثرات به احتمال زیاد ناشی از دفع گلوکز در ادرار و افزایش اندک دفع سدیم  است. در آزمایش‌های بالینی ، بیمارانی که از ایمپاگلیفلوزین استفاده می کردند به‌طور متوسط بین 2 تا 5 درصد از وزن اولیه بدن خود را از دست داده بودند. این دارو فشار خون سیستولیک را  نیز بین 3 تا 5 میلی متر جیوه (mmHg) کاهش می دهد. به‌طور کلی ، بسیاری از بیماران مبتلا به این نوع دیابت فشار خون یا اضافه وزن دارند .

## عوارض جانبی

### مشترک
- امپاگلیفلوزین خطر عفونت قارچی دستگاه تناسلی را افزایش می دهد. این خطر در افرادی که سابقه عفونت های قارچی تناسلی داشته اند بیشتر است.[۱۵]
- عفونت های دستگاه ادراری (UTIs) ممکن است با امپاگلیفلوزین شایع تر باشد. برخی از کارآزمایی های بالینی فردی افزایش خطر را نشان داده اند ، اما داده های به دست آمده در چندین کارآزمایی افزایش خطر عفونت ادراری را نشان نمی دهد.[۱۵][۱۷][۱۸]
- امپاگلیفلوزین فشار خون سیستولیک و دیاستولیک را کاهش می دهد و می تواند خطر فشار خون پایین را افزایش دهد ، که می تواند باعث غش  شود.[۱۵] این خطر در افراد مسن ، افرادی که دیورتیک مصرف می کنند و افرادی که عملکرد کلیه آنها کاهش یافته است ، بیشتر است.[۱۵]
- افزایش اندک کلسترول LDL را می توان با امپاگلیفلوزین در محدوده 2 تا 4 درصد از حالت اولیه مشاهده کرد.[۱۵]

### عوارض مهم
- کتواسیدوز دیابتی (DKA) ، یک بیماری نادر اما به جد کشنده است، که ممکن است با امپاگلیفلوزین و یا دیگر مهار کننده های SGLT-2 رخ دهد.[۲۰][۲۱] در حالی که DKA معمولاً با افزایش سطح گلوکز خون همراه است ، در افرادی که از مهار کننده های SGLT-2 استفاده می کنند ، DKA ممکن است با سطوح طبیعی گلوکز خون غیر معمول دیده شود ، پدیده ای به نام کتواسیدوز یوگلیسمیک.[۲۰] عدم افزایش سطح قند خون در افراد مبتلا به مهار کننده SGLT-2 ممکن است تشخیص DKA را دشوارتر کند. خطر بیماری DKA مرتبط با امپاگلیفلوزین ممکن است در شرایط بیماری ، کم آبی بدن ، جراحی و/یا مصرف الکل بیشتر باشد.[۲۰] همچنین در بیماران دیابتی نوع 1 که از ایمپاگلیفلوزین استفاده می کنند دیده می شود ، که به‌طور خاص استفاده غیرمجاز یا غیرقابل استفاده از دارو است.[۲۱] برای کاهش خطر ابتلا به کتواسیدوز (یک بیماری جدی که در آن بدن میزان زیادی اسید خون به نام کتون تولید می کند) پس از عمل جراحی ، FDA با تغییر در اطلاعات تجویز داروهای مهارکننده دیابت SGLT2 توصیه می کند که آنها را قبل از جراحی برنامه ریزی شده به‌طور موقت متوقف کنند. به امپاگلیفلوزین باید حداقل سه روز قبل از عمل جراحی برنامه ریزی شده قطع شود.[۲۲] علائم کتواسیدوز شامل تهوع ، استفراغ ، درد شکم ، خستگی و مشکل تنفس است.[۲۲]
- گانگرن فورنیر ، عفونت نادر اما جدی کشاله ران ، بیشتر در افرادی که از ایمپاگلفلوزین و دیگر مهارکننده های SGLT-2 استفاده می کنند ، رخ می دهد.[۶][۹] علائم شامل تب ، احساس ضعف عمومی و درد یا تورم در ناحیه تناسلی یا در پوست پشت آنها است. عفونت به سرعت پیشرفت می کند و توجه فوری به پزشک توصیه می شود.[۹]
- ایمپاگلیفلوزین می تواند خطر ابتلا به افت قند خون فرد را در صورت استفاده همزمان با سولفونیل اوره یا انسولین افزایش دهد.[۲۳] هنگامی که به تنهایی یا علاوه بر متفورمین استفاده می شود ، خطر هیپوگلیسمی را افزایش نمی دهد.[۱۸]

## مکانیسم اثر
امپاگلیفلوزین مهارکننده انتقال دهنده گلوکز سدیم -2 (SGLT-2) است که تقریباً منحصراً در لوله های پروگزیمال اجزای نفرونیک در کلیه ها یافت می شود. که باعث جلوگیری از باز جذب گلوکز در کلیه ها می شود.